# Cytheretta minutipunctata
Cytheretta minutipunctata är en kräftdjursart som beskrevs av Joseph Swain och Gilby 1974. Cytheretta minutipunctata ingår i släktet Cytheretta och familjen Cytherettidae. Inga underarter finns listade i Catalogue of Life.